# Sateliții naturali ai lui Uranus

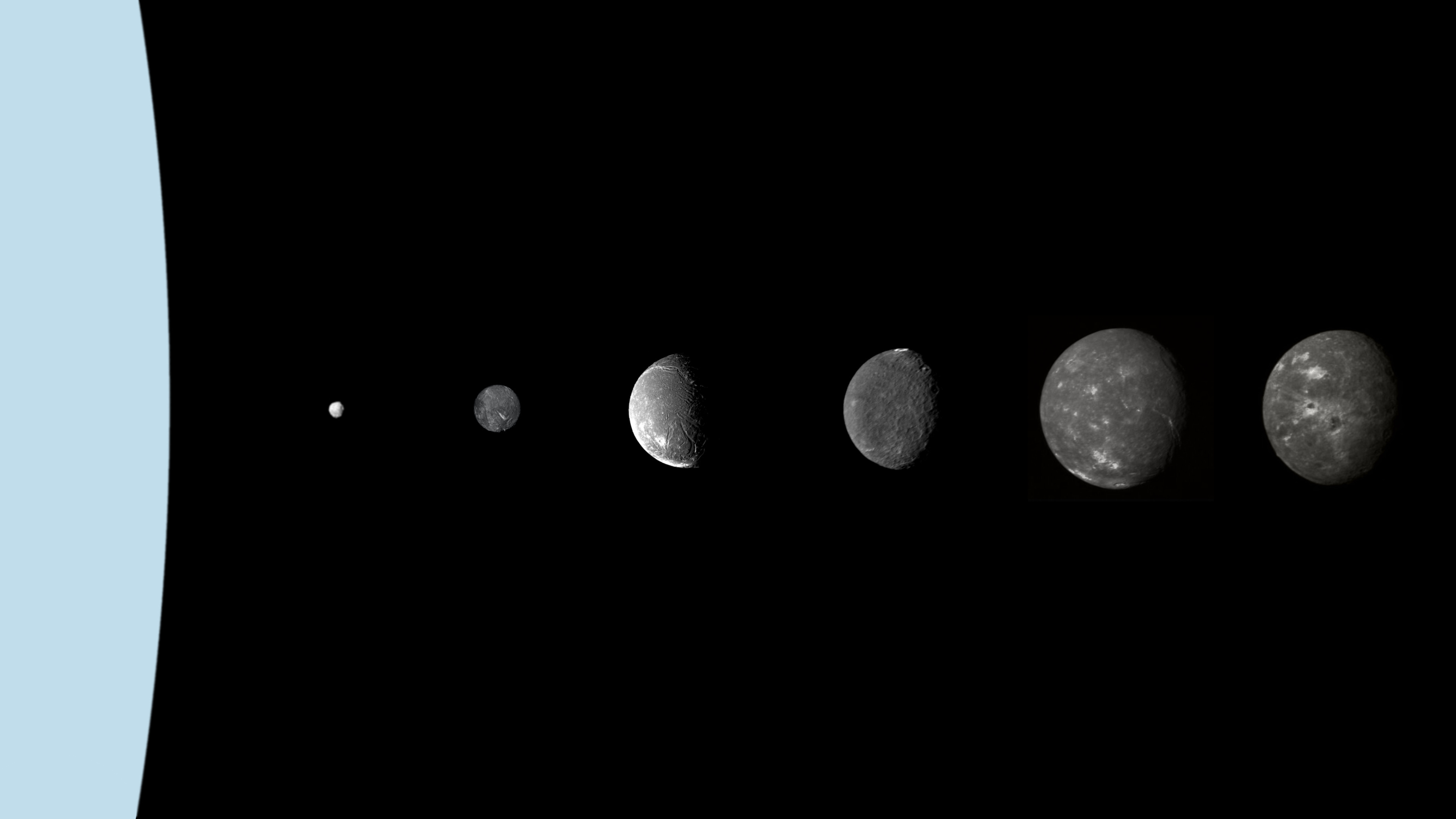
Uranus și cei mai mari șase sateliți ai săi comparați la dimensiunile lor relative adecvate și în ordinea corectă. De la stânga la dreapta: Puck, Miranda, Ariel, Umbriel, Titania și Oberon

Uranus, a șaptea planetă a Sistemului Solar, are 27 de sateliți cunoscuți, majoritatea fiind numiți după personaje care apar sau sunt menționate în lucrările lui William Shakespeare și Alexander Pope. Sateliții lui Uranus sunt împărțiți în trei grupuri: treisprezece sateliți interiori, cinci sateliți majori și nouă sateliți neregulați. Sateliții interiori și principali au toți orbite prograde, în timp ce orbitele neregulate sunt în mare parte retrograde. Sateliții interiori sunt mici corpuri întunecate care au proprietăți și origini comune cu inelele lui Uranus. Cei cinci sateliți majori sunt elipsoidali, ceea ce indică faptul că au atins echilibrul hidrostatic la un moment dat în trecutul lor (și pot fi încă în echilibru), iar patru dintre ei prezintă semne ale proceselor conduse intern, cum ar fi formarea canioanelor și vulcanismul pe suprafețele lor. Cel mai mare dintre acești cinci, Titania, are 1.578 km în diametru și al optulea cel mai mare satelit din Sistemul Solar, aproximativ o douăzecime din masa Lunii Pământului. Orbitele sateliților obișnuiți sunt aproape coplanare cu ecuatorul lui Uranus, care este înclinat cu 97,77° față de orbita sa. sateliții neregulați ai lui Uranus au orbite eliptice și puternic înclinate (în mare parte retrograde) la distanțe mari de planetă.
William Herschel a descoperit primii doi sateliți, Titania și Oberon, în 1787. Ceilalți trei sateliți elipsoidali au fost descoperiți în 1851 de William Lassell (Ariel și Umbriel) și în 1948 de Gerard Kuiper (Miranda). Acești cinci pot fi în echilibru hidrostatic și, prin urmare, ar fi considerate planete pitice dacă ar fi pe orbită directă în jurul Soarelui. sateliții rămași au fost descoperiți după 1985, fie în timpul misiunii de zbor Voyager 2, fie cu ajutorul telescoapelor avansate de pe Pământ.

## Descoperire
Primii doi sateliți care au fost descoperiți au fost Titania și Oberon, care au fost reperați de Sir William Herschel pe 11 ianuarie 1787, la șase ani după ce acesta a descoperit însăși planeta. Mai târziu, Herschel a crezut că a descoperit până la șase sateliți (vezi mai jos) și poate chiar un inel. Pentru aproape 50 ani, instrumentul lui Herschel era singurul cu care fuseseră văzuți sateliții. În anii 1840, instrumente mai bune și o poziție mai favorabilă a lui Uranus pe cer au condus la indicii sporadice de sateliți suplimentari Titaniei și Oberon. În cele din urmă, următorii doi sateliți, Ariel și Umbriel, au fost descoperiți de William Lassell în 1851. Schema romană de numerotare a sateliților lui Uranus a fost într-o stare de flux pentru o perioadă considerabilă de timp, iar publicațiile au ezitat între desemnările lui Herschel (unde Titania și Oberon sunt Uranus II și IV) și ale lui William Lassell (unde sunt uneori I și II).  Odată cu confirmarea lui Ariel și Umbriel, Lassell a numerotat sateliții de la I la IV de la Uranus spre exterior, iar acest lucru a rămas în cele din urmă. În 1852, fiul lui Herschel, John Herschel, le-a dat numele celor patru sateliți cunoscuți atunci.

Numărul de sateliți cunoscuți pentru fiecare dintre cele patru planete exterioare până în octombrie 2019. Uranus are în prezent 27 de sateliți cunoscuți.

Nu s-au făcut alte descoperiri timp de aproape încă un secol. În 1948, Gerard Kuiper de la Observatorul McDonald a descoperit cel mai mic și ultimul dintre cei cinci sateliți mari, sferici, Miranda. Decenii mai târziu, zborul sondei spațiale Voyager 2 în ianuarie 1986 a dus la descoperirea a încă zece sateliți interiori. Un alt satelit, Perdita, a fost descoperit în 1999 după ce s-au studiat fotografiile vechi ale Voyager.
Uranus a fost ultima planetă gigantică fără niciun satelit neregulat cunoscut, dar din 1997 au fost identificate nouă sateliți neregulați îndepărtați folosind telescoape de la sol. Încă doi sateliți mici interiori, Cupid și Mab, au fost descoperiți cu ajutorul telescopului spațial Hubble în 2003. Începând cu 2020, satelitul Margaret a fost ultimul satelit uranian descoperit, iar caracteristicile ei au fost publicate în octombrie 2003.

### Sateliți falși
După ce Herschel i-a descoperit pe Titania și Oberon pe 11 ianuarie 1787, el a crezut ulterior că a observat alți patru sateliți: doi pe 18 ianuarie și 9 februarie 1790 și încă doi pe 28 februarie și 26 martie 1794. Astfel, s-a crezut pentru multe decenii după aceea că Uranus avea un sistem de șase sateliți, deși ultimii patru sateliți nu au fost niciodată confirmați de niciun alt astronom. Observațiile lui Lassell din 1851, în care el i-a descoperit pe Ariel și Umbriel, totuși, nu au reușit să susțină observațiile lui Herschel; Ariel și Umbriel, pe care Herschel ar fi trebuit să-i vadă dacă ar fi văzut vreun satelit în afară de Titania și Oberon, nu corespundeau cu niciunul dintre cei patru sateliți suplimentari ai lui Herschel în caracteristicile orbitale. Se credea că cei patru sateliți falși ai lui Herschel au perioade siderale de 5,89 zile (în interiorul Titaniei), 10,96 zile (între Titania și Oberon), 38,08 zile și 107,69 zile (în exteriorul Oberon). Prin urmare, s-a ajuns la concluzia că cei patru sateliți ai lui Herschel erau falși, probabil ca urmare a identificării greșite a stelelor slabe din vecinătatea lui Uranus ca sateliți, iar recunoaștere pentru descoperirea lui Ariel și Umbriel i-a fost acordat lui Lassell.

## Nume
Deși primii doi sateliți uranieni au fost descoperiți în 1787, aceștia nu au fost numiți decât în 1852, la un an după ce au fost descoperiți încă doi sateliți. Responsabilitatea denumirii a fost preluată de John Herschel, fiul descoperitorului lui Uranus. Herschel, în loc să atribuie nume din mitologia greacă, a numit sateliții după spiritele magice din literatura engleză: zânele Oberon și Titania din Visul unei nopți de vară a lui William Shakespeare și silful Ariel și gnomul Umbriel din The Rape of the Lock de Alexander Pope. (Ariel este, de asemenea, un spirit în Furtuna de Shakespeare). Raționamentul a fost probabil că Uranus, ca zeu al cerului și al aerului, va fi însoțit de spirite ale aerului.
Numele ulterioare, în loc să continue tema spiritelor de aer (doar Puck și Mab au continuat tendința), s-au concentrat pe materialul sursă al lui Herschel. În 1949, cel de-al cincilea satelit, Miranda, a fost numit de descoperitorul său Gerard Kuiper după un personaj complet muritor din Furtuna de Shakespeare. Practica actuală a IAU este de a numi sateliții după personaje din piesele lui Shakespeare și The Rape of the Lock (deși în prezent numai Ariel, Umbriel și Belinda au nume extrase din acestea din urmă; toate celelalte sunt din Shakespeare). sateliții retrograzi exteriori sunt toți numiți după personaje dintr-o piesă, Furtuna; singurul satelit prograd exterior cunoscut, Margaret, este numit din Mult zgomot pentru nimic.

Masele relative ale sateliților uranieni. Cei cinci sateliți rotunzi variază de la Miranda cu 0,7% la Titania cu aproape 40% din masa totală. Ceilalți sateliți constituie colectiv 0,1% și sunt abia vizibili la această scară.

- The Rape of the Lock (o poezie de Alexander Pope):
  - Ariel, Umbriel, Belinda
- Piese de William Shakespeare:
  - Visul unei nopți de vară: Titania, Oberon, Puck
  - Furtuna: (Ariel), Miranda, Caliban, Sycorax, Prospero, Setebos, Stephano, Trinculo, Francisco, Ferdinand
  - Regele Lear: Cordelia
  - Hamlet: Ophelia
  - Îmblânzirea scorpiei: Bianca
  - Troilus și Cresida: Cressida
  - Othello: Desdemona
  - Romeo și Julieta: Julieta, Mab
  - Neguțătorul din Veneția: Portia
  - Cum vă place: Rosalind
  - Mult zgomot pentru nimic: Margaret
  - Povestea de iarnă: Perdita
  - Timon din Atena: Cupidon

Unii asteroizi, numiți și după aceleași personaje shakespeariane, împărtășesc nume cu sateliții lui Uranus: 171 Ophelia, 218 Bianca, 593 Titania, 666 Desdemona, 763 Cupido și 2758 Cordelia.

## Caracteristici și grupuri

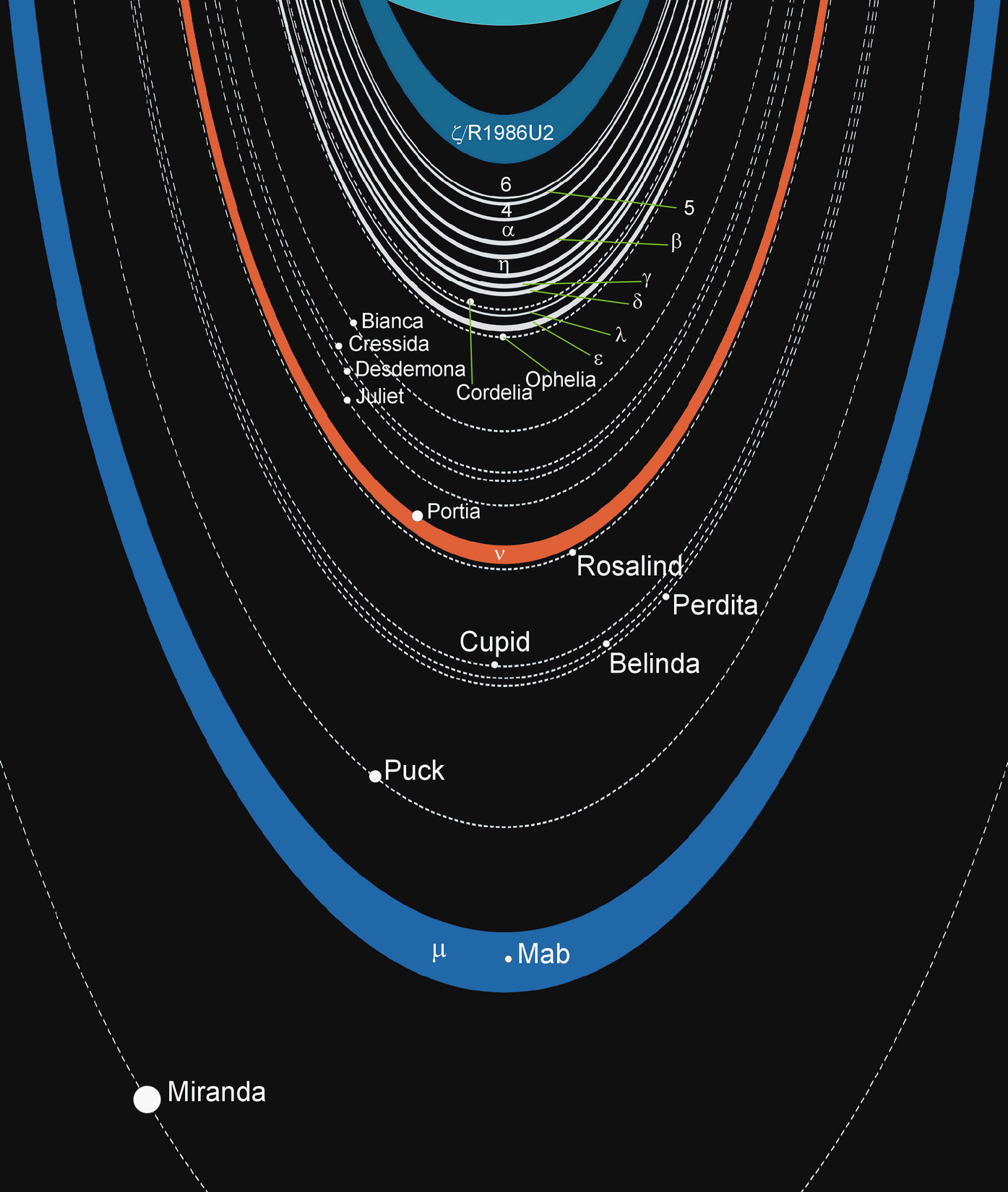
Schema sistemului sateliți-inel uranian

Sistemul de sateliți uranian este cel mai puțin masiv dintre cele ale planetelor gigantice. Într-adevăr, masa combinată a celor cinci sateliți majori este mai puțin de jumătate din cea a lui Triton (al șaptelea cel mai mare satelit din Sistemul Solar). Cel mai mare dintre sateliți, Titania, are o rază de 788,9 km, sau mai puțin de jumătate din cea a Lunii, dar puțin mai mult decât cea a lui Rhea, al doilea satelit ca mărime a lui Saturn, făcând din Titania al optulea satelit ca mărime din Sistemul Solar. Uranus este de aproximativ 10.000 de ori mai masiv decât sateliții săi.

### Sateliți interiori
Din 2020, se știe că Uranus are 13 sateliți interiori. Orbitele lor se află în interiorul celei a Mirandei. Toți sateliții interiori sunt strâns legați de inelele lui Uranus, care probabil au rezultat din fragmentarea unuia sau a mai multor sateliți mici interiori. Cei doi sateliți cei mai interiori (Cordelia și Ophelia) sunt păstorii inelului ε al lui Uranus, în timp ce satelitul mic Mab este o sursă a inelului μ exterior al lui Uranus. Pot exista încă doi mici (2-7 km în rază) sateliți cioban nedescoperiți situați la aproximativ 100 km în afara inelelor α și β ale lui Uranus. 
La 162 km, Puck este cel mai mare dintre sateliții interiori ai lui Uranus și singurul fotografiat de Voyager 2 în orice detaliu. Puck și Mab sunt cei doi sateliți interiori cei mai îndepărtați ai lui Uranus. Toți sateliții interiori sunt obiecte întunecate; albedo-ul lor geometric este mai mic de 10%. Ei sunt compuși din gheață contaminată cu un material întunecat, probabil compuși organici prelucrați de radiații.
Micii sateliți interiori se perturbă în mod constant reciproc. Sistemul este haotic și aparent instabil. Simulările arată că sateliții se pot perturba reciproc în orbite de încrucișare, ceea ce poate duce în cele din urmă la coliziuni între sateliți. Desdemona se poate ciocni fie cu Cressida, fie cu Juliet în următorii 100 de milioane de ani.

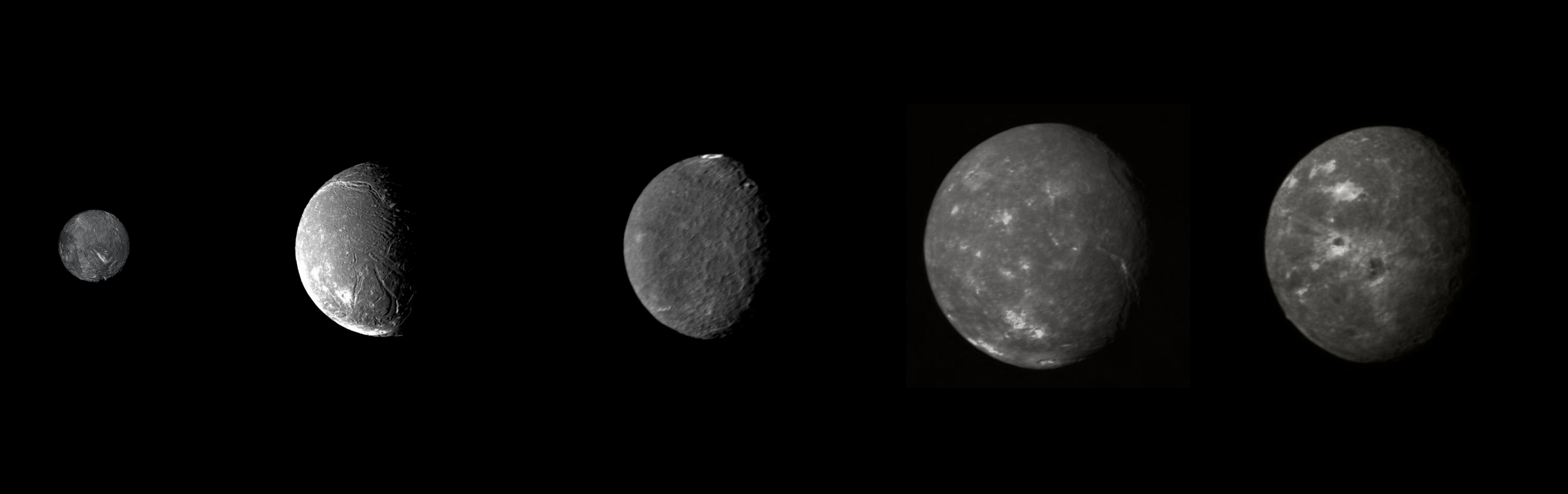
Cei mai mari cinci sateliți ai lui Uranus comparați la dimensiunile și luminozitățile lor relative adecvate. De la stânga la dreapta (în ordinea creșterii distanței față de Uranus): Miranda, Ariel, Umbriel, Titania și Oberon.

### Sateliți mari
Uranus are cinci sateliți majori: Miranda, Ariel, Umbriel, Titania și Oberon. Au diametrul de la 472 km pentru Miranda până la 1578 km pentru Titania. Toți acești sateliți sunt obiecte relativ întunecate: albedo-ul lor geometric variază între 30 și 50%, în timp ce albedo-ul lor Bond este între 10 și 23%. Umbriel este cel mai întunecat satelit, iar Ariel cel mai strălucitor. Masele sateliților variază de la 6,7 × 1019 kg (Miranda) la 3,5 × 1021 kg (Titania). Pentru comparație, Luna are o masă de 7,5 × 1022 kg. Se crede că principalii sateliți ai lui Uranus s-au format în discul de acreție, care a existat în jurul lui Uranus de ceva timp după formarea sa sau a rezultat dintr-un impact mare suferit de Uranus la începutul istoriei sale. Această vedere este susținută de inerția lor termică mare, o proprietate de suprafață pe care o împărtășesc cu planetele pitice precum Pluto și Haumea.  Diferă puternic de comportamentul termic al sateliților neregulați uranieni, care este comparabil cu obiectele trans-neptuniene clasice. Aceasta sugerează o origine separată.

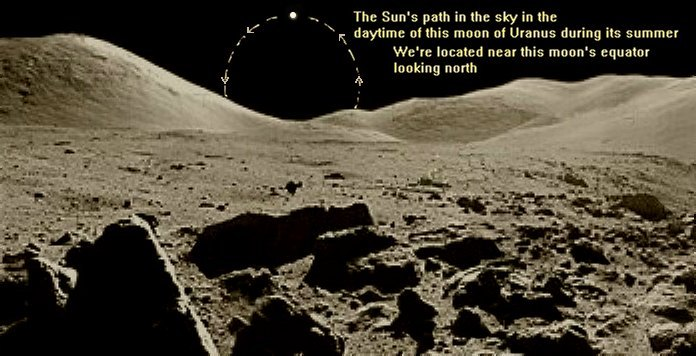
Concepția artistului despre calea Soarelui pe cerul de vară al unui satelit major al lui Uranus (care împărtășește înclinația axială a lui Uranus)

Toți sateliții majori cuprind cantități aproximativ egale de rocă și gheață, cu excepția lui Miranda, care este făcută în principal din gheață. Componenta de gheață poate include amoniac și dioxid de carbon. Suprafețele lor sunt puternic craterizate, deși toți (cu excepția lui Umbriel) prezintă semne de refacere endogenă sub formă de liniamente (canioane) și, în cazul Mirandei, structuri ovoide asemănătoare pistelor de curse numite coroanae. Procesele de extensie asociate cu apariția diapirelor sunt probabil responsabile pentru originea coronaelor. Ariel pare să aibă cea mai tânără suprafață cu cele mai puține cratere de impact, în timp ce cea a lui Umbriel pare cea mai veche. O rezonanță orbitală trecută de 3:1 între Miranda și Umbriel și o rezonanță trecută de 4:1 între Ariel și Titania sunt considerate a fi responsabile pentru încălzirea care a provocat o activitate endogenă substanțială asupra lui Miranda și Ariel. O dovadă a unei astfel de rezonanțe din trecut este înclinația orbitală neobișnuit de mare a Mirandei (4,34°) pentru un corp atât de aproape de planetă.  Cei mai mari sateliți uranieni pot fi diferențiați intern, cu nuclee de rocă în centrele lor înconjurate de mantale de gheață. Titania și Oberon pot adăposti oceane cu apă lichidă la limita nucleu/manta. Cei mai mari sateliți ai lui Uranus sunt corpuri fără aer. De exemplu, sa demonstrat că Titania nu posedă o atmosferă la o presiune mai mare de 10-20 nanobari.
Calea Soarelui pe cerul local pe parcursul unei zile locale în timpul solstițiului de vară al lui Uranus și al sateliților săi majori este destul de diferită de cea observată în majoritatea altor lumi ale Sistemului Solar. sateliții majori au aproape exact aceeași înclinare axială de rotație ca și Uranus (axele lor sunt paralele cu cea a lui Uranus). Soarele ar părea să urmeze o cale circulară în jurul polului ceresc al lui Uranus pe cer, la cel mai aproape de aproximativ 7 grade de acesta, în timpul verii emisferice. Aproape de ecuator, ar fi văzut aproape spre nord sau spre sud (în funcție de sezon). La latitudini mai mari de 7°, Soarele ar urma pe cer o cale circulară de aproximativ 15 grade în diametru și nu apune niciodată în timpul verii ermisferice, deplasându-se într-o poziție deasupra ecuatorului ceresc în timpul echinocțiului uranian și apoi invizibil sub orizont în timpul iernii emisferice.

Sateliții neregulați ai lui Uranus. Axa X este etichetată în Gm (milioane km) și în fracțiunea din raza sferei Hill. Excentricitatea este reprezentată de segmentele galbene (se extind de la pericentru la apocentru) cu înclinația reprezentată pe axa Y.

### Sateliți neregulați
Din 2005, se știe că Uranus are nouă sateliți neregulați, care îl orbitează la o distanță mult mai mare decât cea a lui Oberon, cel mai îndepărtat dintre sateliții mari. Toți sateliții neregulați sunt probabil obiecte capturate care au fost prinse de Uranus la scurt timp după formarea sa. Diagrama ilustrează orbitele acelor sateliți neregulați descoperiți până acum. sateliții de deasupra axei X sunt prograzi, cei de dedesubt sunt retrograzi. Raza sferei Hill uraniene este de aproximativ 73 de milioane de km.
Sateliții neregulați ai lui Uranus variază în mărime între 120-200 km (Sycorax) la aproximativ 20 km (Trinculo). Spre deosebire de sateliții neregulați ai lui Jupiter, cei ai lui Uranus nu prezintă nicio corelație a axei cu înclinația. În schimb, sateliții retrograzi pot fi împărțiți în două grupuri pe baza excentricității axei/orbitale. Grupul interior include acei sateliți mai aproape de Uranus (a < 0,15 rH) și moderat excentrici (~0,2), și anume Francisco, Caliban, Stephano și Trinculo. Grupul exterior (a > 0,15 rH) include sateliți cu excentricitate mare (~0,5): Sycorax, Prospero, Setebos și Ferdinand. 
Înclinațiile intermediare 60° < i < 140° sunt lipsite de sateliți cunoscuți din cauza instabilității Kozai. În această regiune de instabilitate, perturbațiile solare la apoapsidă determină sateliții să dobândească excentricități mari care duc la ciocniri cu sateliții interiori sau la expulzări. Durata de viață a sateliților din regiunea de instabilitate este de la 10 milioane până la un miliard de ani.
Margaret este singurul satelit prograd neregulat cunoscut al lui Uranus și are în prezent cea mai excentrică orbită dintre toți sateliții din Sistemul Solar, deși satelitul lui Neptun Nereid are o excentricitate medie mai mare. Din 2008, excentricitatea lui Margaret este de 0,7979. 

## Listă
| ¡ Sateliți interiori | † Sateliți majori | ‡ Sateliți neregulați (retrograzi) | ± Satelit neregulat (prograd) |

Sateliții uranieni sunt enumerați aici în funcție de perioada orbitală, de la cea mai scurtă la cea mai lungă. Sateliții suficient de masivi pentru ca suprafețele lor să se prăbușească într-un sferoid sunt evidențiați în albastru deschis și îngroșați. sateliții interiori și principali au toți orbite prograde. Sateliții neregulați cu orbite retrograde sunt afișate cu gri închis. Margaret, singurul satelit neregulat cunoscut al lui Uranus cu o orbită progradă, este prezentată cu gri deschis. Orbitele și distanțele medii ale sateliților neregulați sunt variabile pe perioade scurte de timp din cauza perturbațiilor planetare și solare frecvente, prin urmare, elementele orbitale enumerate ale tuturor sateliților neregulați sunt mediate pe o integrare numerică de 8.000 de ani de către Brozović și Jacobson (2009).  Elementele lor orbitale sunt toate bazate pe epoca de 1 ianuarie 2000, Timp Terestru.  
| Ordine | Etichetă | Nume       | Pronunție (cheie) | Imagine | Magn.abs. | Diametru (km)                   | Masă (× 1016 kg) | Semiaxa mare (km) | Perioadă orbitală (d) | Înclinație(°) | Excentricitate | Anul descoperirii | Descoperitor           |
| ------ | -------- | ---------- | ----------------- | ------- | --------- | ------------------------------- | ---------------- | ----------------- | --------------------- | ------------- | -------------- | ----------------- | ---------------------- |
| 1      | VI       | ¡Cordelia  | /kor'de.li.a/     |         | 10.3      | 40 ± 6 (50 × 36)                | ≈ 4.4            | 49770             | +0.33503              | 0.08479°      | 0.00026        | 1986              | Terrile (Voyager 2)    |
| 2      | VII      | ¡Ophelia   | /o'fe.li.a/       |         | 10.2      | 43 ± 8 (54 × 38)                | ≈ 5.3            | 53790             | +0.37640              | 0.1036°       | 0.00992        | 1986              | Terrile (Voyager 2)    |
| 3      | VIII     | ¡Bianca    | /bi'an.ka/        |         | 9.8       | 51 ± 4 (64 × 46)                | ≈ 9.2            | 59170             | +0.43458              | 0.193°        | 0.00092        | 1986              | Smith (Voyager 2)      |
| 4      | IX       | ¡Cressida  | /kre'sːi.da/      |         | 8.9       | 80 ± 4 (92 × 74)                | ≈ 34             | 61780             | +0.46357              | 0.006°        | 0.00036        | 1986              | Synnott (Voyager 2)    |
| 5      | X        | ¡Desdemona | /des.de'mo.na/    |         | 9.3       | 64 ± 8 (90 × 54)                | ≈ 18             | 62680             | +0.47365              | 0.11125°      | 0.00013        | 1986              | Synnott (Voyager 2)    |
| 6      | XI       | ¡Juliet    | /'ʒu.li.et/       |         | 8.5       | 94 ± 8 (150 × 74)               | ≈ 56             | 64350             | +0.49307              | 0.065°        | 0.00066        | 1986              | Synnott (Voyager 2)    |
| 7      | XII      | ¡Portia    | /'por.ti.a/       |         | 7.7       | 135 ± 8 (156 × 126)             | ≈ 170            | 66090             | +0.51320              | 0.059°        | 0.00005        | 1986              | Synnott (Voyager 2)    |
| 8      | XIII     | ¡Rosalind  | /'ro.sa.lind/     |         | 9.1       | 72 ± 12                         | ≈ 25             | 69940             | +0.55846              | 0.279°        | 0.00011        | 1986              | Synnott (Voyager 2)    |
| 9      | XXVII    | ¡Cupid     | /'ku.pid/         |         | 12.6      | ≈ 18                            | ≈ 0.38           | 74800             | +0.61800              | 0.100°        | 0.0013         | 2003              | Showalter și Lissauer  |
| 10     | XIV      | ¡Belinda   | /be'lin.da/       |         | 8.8       | 90 ± 16 (128 × 64)              | ≈ 49             | 75260             | +0.62353              | 0.031°        | 0.00007        | 1986              | Synnott (Voyager 2)    |
| 11     | XXV      | ¡Perdita   | /per'di.ta/       |         | 11.0      | 30 ± 6                          | ≈ 1.8            | 76400             | +0.63800              | 0.0°          | 0.0012         | 1999              | Karkoschka (Voyager 2) |
| 12     | XV       | ¡Puck      | /'puk/            |         | 7.3       | 162 ± 4                         | ≈ 290            | 86010             | +0.76183              | 0.3192°       | 0.00012        | 1985              | Synnott (Voyager 2)    |
| 13     | XXVI     | ¡Mab       | /'mab/            |         | 12.1      | ≈ 25                            | ≈ 1.0            | 97700             | +0.92300              | 0.1335°       | 0.0025         | 2003              | Showalter și Lissauer  |
| 14     | V        | †Miranda   | /mi'ran.da/       |         | 3.5       | 471.6 ± 1.4 (481 × 468 × 466)   | 6400±300         | 129390            | +1.41348              | 4.232°        | 0.0013         | 1948              | Kuiper                 |
| 15     | I        | †Ariel     | /a.ri'el/         |         | 1.0       | 1157.8±1.2 (1162 × 1156 × 1155) | 125100±2100      | 191020            | +2.52038              | 0.260°        | 0.0012         | 1851              | Lassell                |
| 16     | II       | †Umbriel   | /um.bri'el/       |         | 1.7       | 1169.4±5.6                      | 127500±2800      | 266300            | +4.14418              | 0.205°        | 0.0039         | 1851              | Lassell                |
| 17     | III      | †Titania   | /ti'ta.ni.a/      |         | 0.8       | 1576.8±1.2                      | 340000±6100      | 435910            | +8.70587              | 0.340°        | 0.0011         | 1787              | Herschel               |
| 18     | IV       | †Oberon    | /'o.be.ron/       |         | 1.0       | 1522.8±5.2                      | 307600±8700      | 583520            | +13.4632              | 0.058°        | 0.0014         | 1787              | Herschel               |
| 19     | XXII     | ‡Francisco | /fran'tʃis.ko/    |         | 12.4      | ≈ 22                            | ≈ 0.72           | 4282900           | −267.09               | 147.250°      | 0.1324         | 2003              | Holman et al.          |
| 20     | XVI      | ‡Caliban   | /ka.li'ban/       |         | 9.1       | 42+20 −12                       | ≈ 25             | 7231100           | −579.73               | 141.529°      | 0.1812         | 1997              | Gladman et al.         |
| 21     | XX       | ‡Stephano  | /ste'fa.no/       |         | 9.7       | ≈ 32                            | ≈ 2.2            | 8007400           | −677.47               | 143.819°      | 0.2248         | 1999              | Gladman et al.         |
| 22     | XXI      | ‡Trinculo  | /trin'ku.lo/      |         | 12.7      | ≈ 18                            | ≈ 0.39           | 8505200           | −749.40               | 166.971°      | 0.2194         | 2001              | Holman et al.          |
| 23     | XVII     | ‡Sycorax   | /'si.ko.raks/     |         | 7.4       | 157+23 −15                      | ≈ 230            | 12179400          | −1288.38              | 159.420°      | 0.5219         | 1997              | Nicholson et al.       |
| 24     | XXIII    | ±Margaret  | /'mar.ga.ret/     |         | 12.7      | ≈ 20                            | ≈ 0.54           | 14146700          | +1661.00              | 57.367°       | 0.6772         | 2003              | Sheppard și Jewitt     |
| 25     | XVIII    | ‡Prospero  | /pros'pe.ro/      |         | 10.5      | ≈ 50                            | ≈ 8.5            | 16276800          | −1978.37              | 151.830°      | 0.4445         | 1999              | Holman et al.          |
| 26     | XIX      | ‡Setebos   | /'se.te.bos/      |         | 10.7      | ≈ 48                            | ≈ 7.5            | 17420400          | −2225.08              | 158.235°      | 0.5908         | 1999              | Kavelaars et al.       |
| 27     | XXIV     | ‡Ferdinand | /'fer.di.nand/    |         | 12.5      | ≈ 20                            | ≈ 0.54           | 20430000          | −2790.03              | 169.793°      | 0.3993         | 2003              | Holman et al.          |

Surse: NASA/NSSDC, Sheppard, et al. 2005. Pentru sateliții exteriori neregulați descoperiți recent (de la Francisco la Ferdinand) cele mai precise date orbitale pot fi generate cu Serviciul de efemeride a satelitilor naturali al Minor Planet Center. Neregulații sunt perturbați semnificativ de Soare. 